# Celso Adolfo
Celso Adolfo (São Domingos do Prata, 9 de setembro de 1952) é um músico brasileiro.  Na estrada desde 1983, já se apresentou fora do Brasil inúmeras vezes interpretando as suas composições.
Em 1983, Celso Adolfo lançou o seu primeiro disco, o LP Coração Brasileiro, produzido por Milton Nascimento, que gravou "Coração Brasileiro" no seu disco Anima. No mesmo ano, Elba Ramalho fez do mesmo Coração Brasileiro um disco e um espetáculo de grande repercussão. No ano seguinte, gravou "Azedo e Mascavo", também de Celso Adolfo, com arranjo de César Camargo Mariano e Celso Adolfo e produção de Mazolla, no Rio de Janeiro.

## Discografia

### Estúdio
- Coração Brasileiro; produzido por Milton Nascimento. (1983)
- Feliz; dirigido e arranjado por Túlio Mourão. (1988)
- Anjo Torto; dirigido e arranjado por André Dequech. (1990)
- Brasil, Nome de vegetal; produzido por Mazzola, com participações de João Bosco, Milton Nascimento, Aquarela Carioca e Roupa Nova. (1995)
- Festa do Padroeiro; produzido por Celso Adolfo. (1998)
- O Tempo; produzido por Celso Adolfo. (2003)
- Voz, Violão e Algumas Dobras; produzido por Celso Adolfo. (2003)
- Estrada Real de Villa Rica; produzido por Celso Adolfo. (2008)

### Ao vivo
- Celso Adolfo (voz e violão), Adriano Campagnani (baixo) e Mauro Beléu (bateria). Castel Thun (Itália – Região Trentina). Produzido por Giusepe Speccher. (1999 – Itália)
- Celso Adolfo (voz, violão e composições), Jorge Helder (baixo) e Ronaldo Silva (bateria). Show no Conpenhagen Jazz House – Denmark – 6 de Outubro de 2000. Produzido por Ole Matthiessen. Gravado por Lars Palsig para Danish Broadcasting Corporation. (2000 – Dinamarca)

### CDs especiais
- Comandatuba (1998)
- Santô Antônio na Querença (1998)
- Pagode do Gujoreba (1999)
- Paixão Atleticana (1999)
- Valsa de Ana Emília (1999)

## Projetos Especiais
- Projeto “Café com Leite” - SESC Pompéia - São Paulo. (1999)
- Dinamarca – Oficinas de música na RMS (Rythmic Music Conservatory), em Copenhague, e shows na capital e interior do país. (2000)
- Projeto Pixinguinha (FUNART) – Celso Adolfo, Jane Duboc e Maurício Carriglio. Rio de Janeiro (Rio das Ostras e Rio de Janeiro), Roraima (Rio Branco), Amazônia (Manaus), Pará (Belém) e *Maranhão (São Luis) (2006)
- Música no Circuito Estrada Real - Série de encontros promovidos pela UFMG e FIEMG. (2007)

## Giramundo
Em 1992, em parceria com Álvaro Apocalypse, compôs a trilha e passou a integrar as apresentações da peça "Tiradentes, uma história de títeres e marionetes", escrita e dirigida por Álvaro Apocalypse e montada pelo Grupo Giramundo - Teatro de Bonecos, de Belo Horizonte.
Celso Adolfo recebeu o Canta Brazil Award em Nova Iorque, idealizado pela produtora de rádio Liggia Canjani, numa noite de gala no Manhattan Center.